# Baphia speciosa
Baphia speciosa là một loài rau đậu thuộc họ Fabaceae.
Loài này chỉ có ở Zambia.